# 泉本和秀
泉本 和秀（いずもと かずひで、1951年 <昭和26年> 8月12日 - ）は、日本の地方公務員。東京都都市整備局次長、東京都人事委員会事務局長、日本宝くじシステム常務を歴任。瑞宝小綬章受章者。

## 人物・経歴
東京大学法学部卒業。1976年9月 東京都庁入職、同財務局財産運用部長、同局経理部長、2007年6月 同都市整備局次長、2009年7月 同人事委員会事務局長。2010年6月 東京都退職。同年7月 株式会社日本宝くじシステム代表取締役常務、2014年6月退職、同年7月 首都圏新都市鉄道常勤監査役。

## 栄典
- 2023年4月 春の叙勲で瑞宝小綬章受章[6]